# Polystichum cavernicola
Polystichum cavernicola är en träjonväxtart som beskrevs av L.B.Zhang och H.He. Polystichum cavernicola ingår i släktet Polystichum och familjen Dryopteridaceae. Inga underarter finns listade.